# Günther (Bernbeuren)

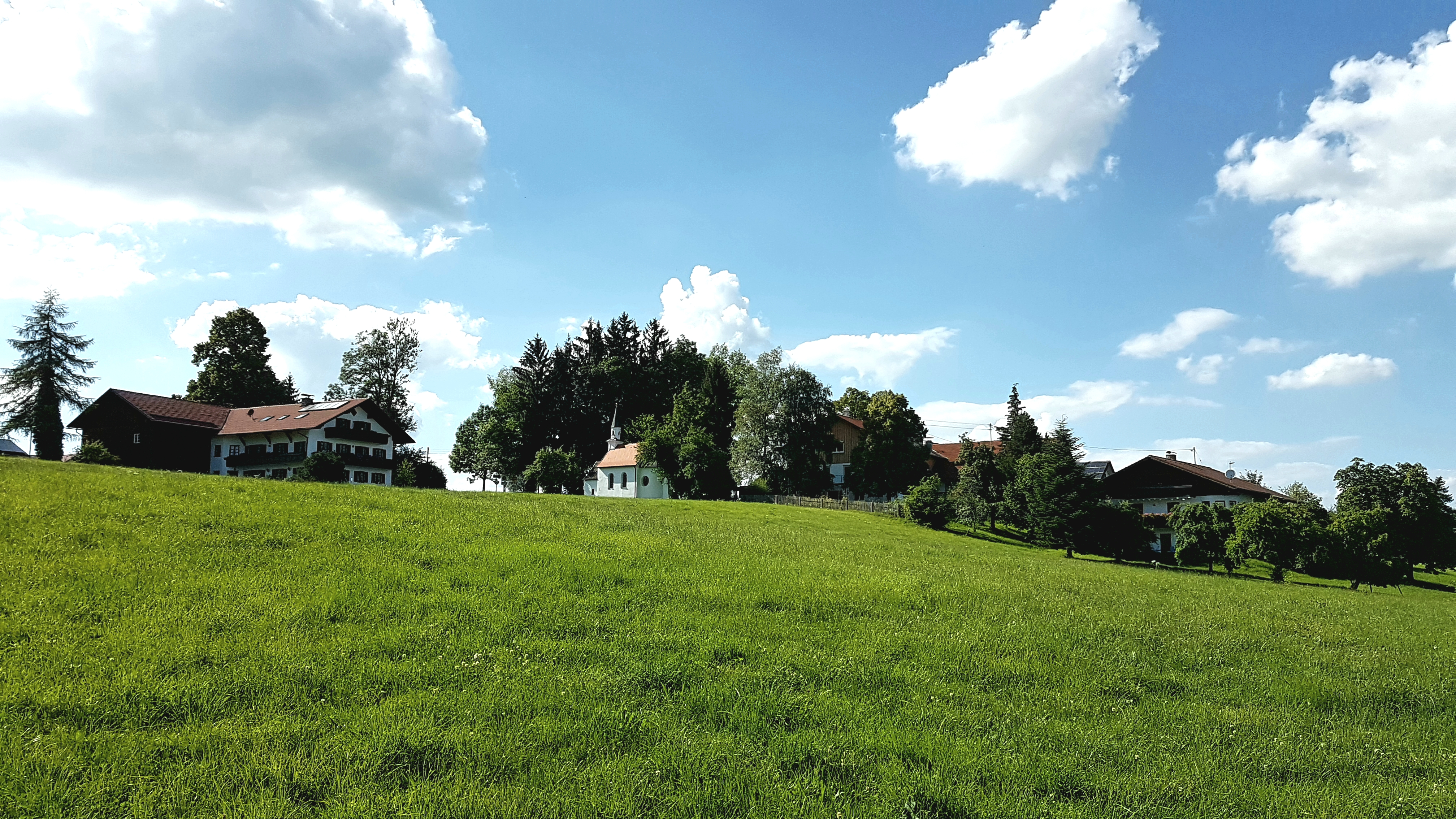
Ortsansicht von Südosten

Günther ist ein Gemeindeteil von Bernbeuren im oberbayerischen Landkreis Weilheim-Schongau. 
Der Weiler liegt circa eineinhalb Kilometer westlich von Bernbeuren und ist über die Kreisstraße WM 19 zu erreichen.

## Baudenkmäler

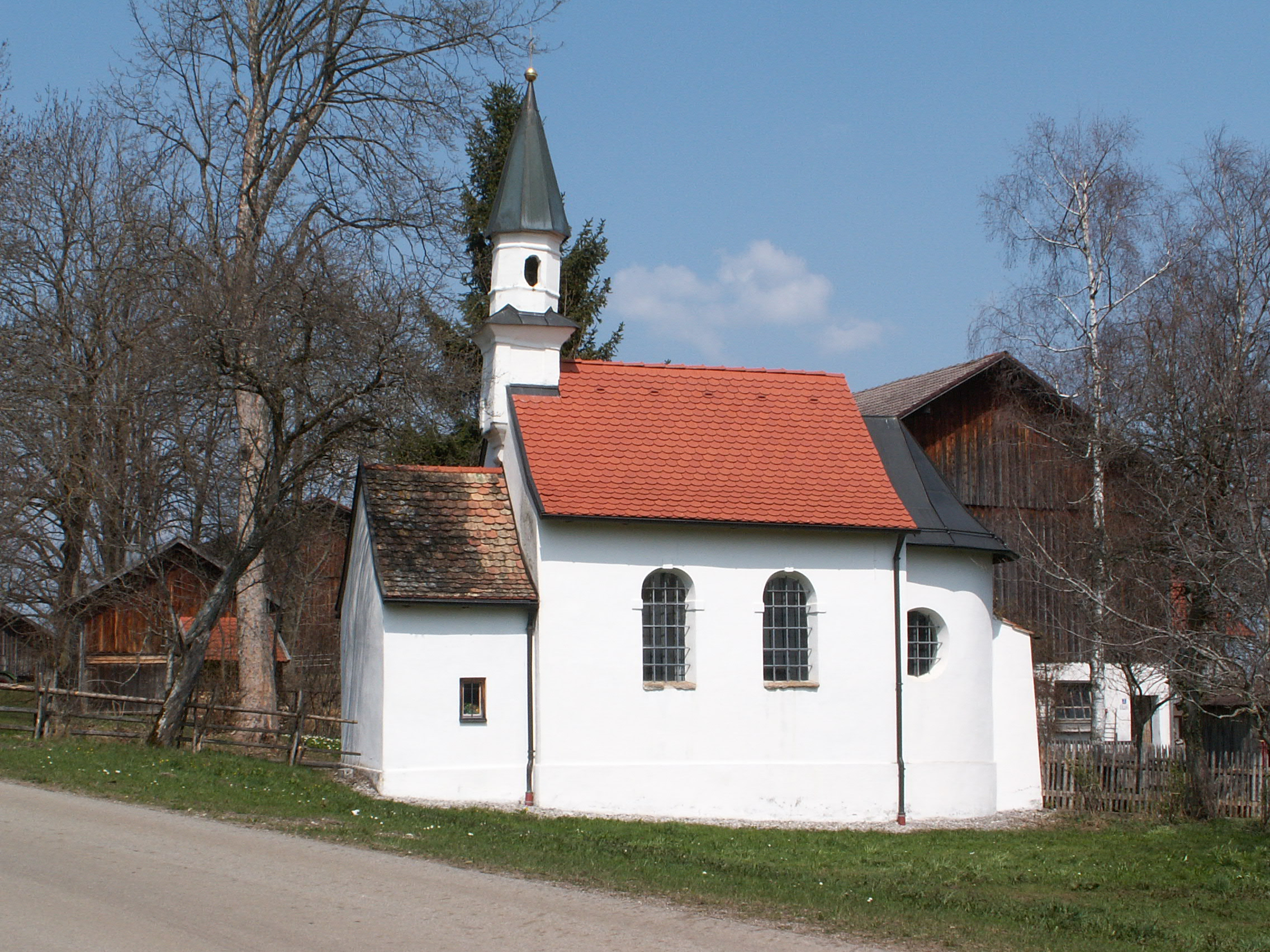
Kapelle St. Johann Nepomuk

Siehe: Liste der Baudenkmäler in Bernbeuren
- Kapelle St. Johann Nepomuk, erbaut von 1728 bis 1732